# Pic de Tenneverge
Le pic de Tenneverge (ou montagne de Tenneverge), culminant à 2 989 m, est un sommet des Préalpes situé à Sixt-Fer-à-Cheval en Haute-Savoie (France), dans le massif du Giffre.

## Toponymie
Entouré de nombreux toponymes à l'origine celte avérée ou vraisemblable (pointe des Rousses ou Rosses, Avoudrues, dent de Barme, etc.), le pic de Tenneverge, qui n'a pas d'origine latine connue, a un nom très probablement d'origine gauloise. Dans ce cas, dans la langue des Celtes continentaux, cela semble être un composé de deux racines à forte dimension symbolique : Tanno « le chêne » et uer « supérieur ». Chez les Gaulois le chêne était un arbre sacré. L'arbre représentait symboliquement la totalité du monde. Quant à la racine uer, elle se retrouve dans le nom du plus célèbre des Gaulois : uer-cingeto-rix, « le chef suprême des guerriers ».

## Géographie

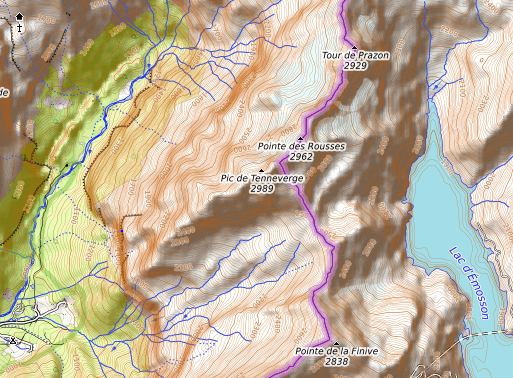
Carte topographique du pic de Tenneverge.

Le Tenneverge appartient aux Alpes calcaires de l'arête frontière franco-suisse. Il dresse une grande muraille en rive gauche du cirque du Fer-à-Cheval.
Sur son arête sud-ouest se dresse un sommet secondaire, les Cornes du Chamois (2 562 m).
Son matériau géologique est varié, alternant un socle de Jurassique supérieur (Malm) et un sommet ciselé en lambeaux du Néocomien (marnes et calcaires).

## Alpinisme
Bien que d'une altitude modeste, son escalade est difficile en raison de la qualité inégale du rocher notamment sur la face dominant le cirque du Fer-à-Cheval.